# Louis Henri Armand Béhic
Pour les articles homonymes, voir Armand Béhic et Béhic.
Louis Henri Armand Béhic, né le 15 janvier 1809 à Paris, mort le 2 mars 1891 à Paris, est un financier et homme politique français. Il fut, député du Nord sous la monarchie de Juillet, président des Compagnie des Messageries nationales, président du Conseil général des Bouches-du-Rhône, participant activement au développement de La Ciotat et de son chantier naval, ministre sous Napoléon III puis sénateur, il le fut de nouveau, en Gironde, après la chute du Second Empire. 

## Biographie
D'une famille originaire de Bayonne, dont une branche est établie à Rouen et une autre à Morlaix avec Michel Béhic, Armand Béhic est le fils du banquier parisien Louis Béhic et d'Henriette de Montrognon de Salvert.
Après avoir obtenu sa licence en droit, il entre dans l'administration des Finances en 1826. Attaché à la trésorerie de l'armée lors de l'expédition d'Alger en 1830, il devient inspecteur des finances en 1845, exerçant cette fonction en Corse et aux Antilles, puis directeur du contrôle et de la comptabilité du ministère de la Marine la même année.
Élu député par le 11e collège électoral du Nord (Avesnes), en août 1846, il siège au centre droit, vote avec lui, avant de donner sa démission après la révolution de février 1848.
Il devient alors directeur des Forges et hauts fourneaux de Vierzon, avant d'entrer au Conseil d'État en 1849, faisant partie de la section de législation. À la suite du coup d'État du 2 décembre 1851 et la dissolution du Conseil d'État, Armand Béhic reprend la direction des forges de Vierzon et est nommé inspecteur général de la Compagnie des Messageries nationales en 1853 (qui deviennent les Messageries maritimes en 1871), spécialement chargé de l'organisation des lignes postales, puis passe administrateur et président du conseil d'administration de cette compagnie. Il s'occupe activement des transports pour la guerre de Crimée en 1854, annexe aux Messageries maritimes la Société des forges et chantiers de la Méditerranée en 1856 et préside la commission d'organisation des banques coloniales. Il va également faire racheter à Louis Benet le Chantier naval de La Ciotat alors moribond et en fait une grande entreprise industrielle. Conseiller général des Bouches-du-Rhône pour le canton de La Ciotat à partir de 1859, devenant président du conseil général des Bouches-du-Rhône, il contribue à donner un essor considérable sur le plan économique et social à la ville de La Ciotat. Il organise la visite de l'empereur Napoléon III et de l'impératrice Eugénie aux chantiers navals de La Ciotat le 10 septembre 1860.
Appelé par l'empereur au ministère de l'Agriculture, du Commerce et des Travaux publics -Gouvernement Napoléon III (3) - le 23 juillet 1865, en remplacement d'Eugène Rouher, il provoque les importantes enquêtes sur la Banque de France, sur le service des chemins de fer, sur l'état de l'agriculture (1866), il est le promoteur du règlement sanitaire concernant le choléra, et de la convention monétaire entre la France, l'Italie, la Belgique et la Suisse. Donnant sa démission le 17 janvier 1867, il est nommé sénateur du Second Empire et grand croix de la Légion d'honneur trois jours plus tard, ainsi que membre du conseil de perfectionnement de l'enseignement secondaire spécial en novembre 1867.
S'éloignant momentanément de la vie politique à la suite de la chute du Second Empire le 4 septembre 1870, il y revient en 1876 ; alors vice-président du comité électoral dit « national conservateur », et, sur une profession de foi nettement bonapartiste, il est élu sénateur par la Gironde, le 30 janvier 1876, et siège au groupe bonapartiste de l'Appel au peuple au sein de la Chambre haute. Il n'est pas réélu aux élections du 5 janvier 1879. Il avait également était élu conseiller général de la Gironde en 1877, pour le canton de Captieux, dont il démissionne en 1880.
Il est grand-croix de la Légion d'honneur le 20 janvier 1867, commandeur de l'ordre de Sainte-Anne de Russie, grand-croix de l'ordre de la Rose du Brésil, de l'ordre d'Isabelle la Catholique, de l'ordre de l'Étoile polaire de Suède, de l'ordre de la conception de Portugal, de l'ordre du Médjidié.

## Distinctions
- Grand-croix de l'ordre d'Isabelle la Catholique
- Grand-croix de la Légion d'honneur

## Hommage
Son nom a été donné à un paquebot des Messageries maritimes, l'Armand Béhic, lancé en avril 1891, quelques semaines après sa mort.

### Sources
- « Behic (Louis-Henri-Armand) », dans Adolphe Robert et Gaston Cougny, Dictionnaire des parlementaires français, Edgar Bourloton, 1889-1891 [détail de l’édition] [texte sur Sycomore]